# دی‌گلیکولیک اسید
دی‌گلیکولیک اسید (به انگلیسی: Diglycolic acid) با فرمول شیمیایی C۴H۶O۵ یک ترکیب شیمیایی با شناسه پاب‌کم ۸۰۸۸ است. که جرم مولی آن ۱۳۴٫۰۹ g/mol می‌باشد. 